# ObZen
obZen ist das sechste Studioalbum der schwedischen Progressive-Metal-Band Meshuggah. Es wurde am 7. März 2008 über Nuclear Blast veröffentlicht. Es ist das erste Album mit dem Bassisten Dick Lövgren, der die Band seit 2004 live unterstützt.

## Entstehungsgeschichte

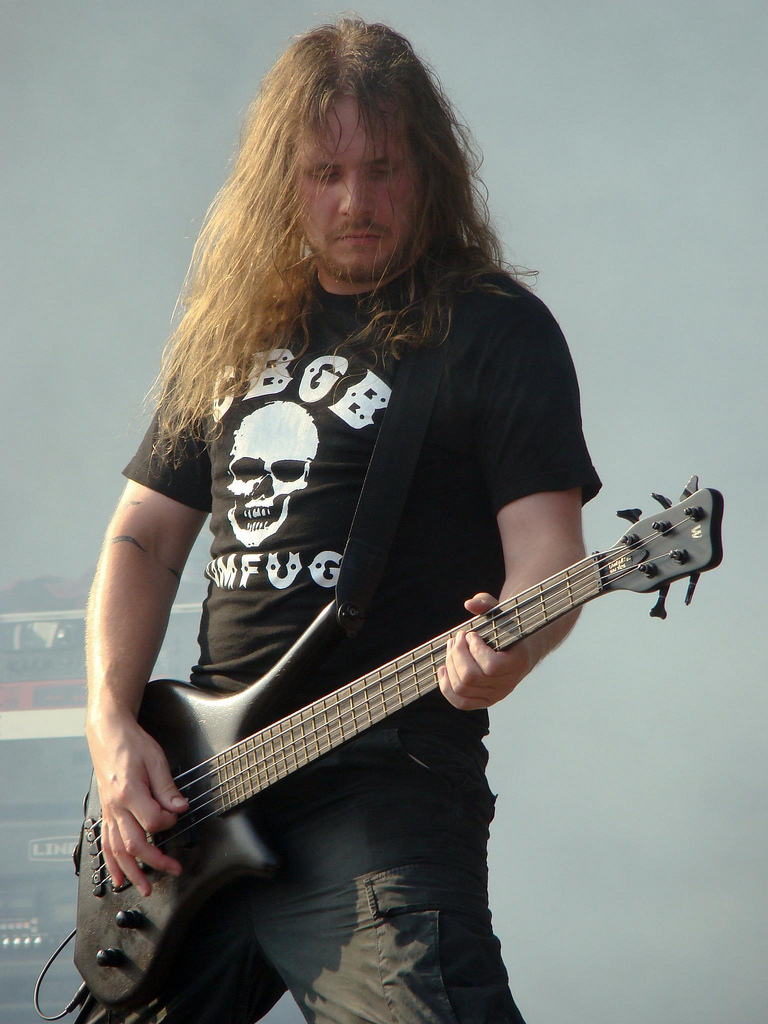
Der neue Bassist Dick Lövgren live 2008

Im März 2007 begannen die Aufnahmen für das Album im Tonstudio „Fear and Loathing“ in Stockholm. Für die Schlagzeugspuren wurde, im Gegensatz zum Vorgängeralbum Catch Thirtythree, auf den Drumcomputer „Drumkit From Hell“ zum Großteil verzichtet und das Schlagzeug wieder live eingespielt. Ende Oktober 2007 wurden die Aufnahmen zu obZen fertiggestellt. Tomas Haake, der Hauptsongwriter, wurde im Schlagzeug- und Perkussion-Magazin Modern Drummer zum besten Schlagzeuger in der Kategorie Metal gewählt.
Ursprünglich war das Album für November 2007 geplant, rechtzeitig vor einer Europatournee mit The Dillinger Escape Plan. Nachdem die Aufnahmen jedoch länger dauerten als geplant, wurde die Tour gestrichen. Später äußerte sich die Band auf ihrer offiziellen Website dazu und ließ verlautbaren, dass durch den verschobenen Veröffentlichungstermin die Promotion des Albums warten müsse und dass sie sich voll und ganz auf die Fertigstellung ihrer Aufnahmen konzentrieren wollen.
Zum Lied „Bleed“ wurde ein Video gedreht, das am 13. Januar 2008 veröffentlicht wurde. Produziert und geschrieben wurde es von Ian McFarland. Zusätzlich wurde ein Schlagzeug-Wettbewerb veranstaltet. Jeder Schlagzeuger bekam die Möglichkeit, zu „Bleed“ zu spielen und seine beste Reproduktion als Video via YouTube oder Myspace zu veröffentlichen. Tomas Haake persönlich stellte die Jury und bewertete die abgegebenen Versuche.
2023 erschien zum 15. Jubiläum der Erstveröffentlichung eine von Thomas Eberger und Sofia von Hage (Stockholm Mastering) neu abgemischte Version des Albums.

## Stil
Laut Gitarrist Mårten Hagström ist obZen stilistisch ein Schritt zurück zu den Wurzeln:

„Bei uns ist jede neue Platte immer eine Reaktion auf das Vorgängerwerk. „Catch 33“ war ein monolithischer, Albtraumartiger Soundtrack, der nur aus einem 47-minütigen Song bestand. Nach langer, langer Zeit haben wir uns diesmal endlich wieder darauf gefreut, Songs mit richtigem Songcharakter aufnehmen zu können. Des Weiteren sind wir immer auf der Suche nach neuen Herausforderungen, und die Herausforderung für „ObZen“ bestand darin, zurück zu den Wurzeln zu gehen und trotzdem den gesamten MESHUGGAH-Kosmos irgendwie mit einzubinden, um daraus etwas Neues zu kreieren.“

## Hintergrund
Der Titel des Albums ist ein Wortspiel aus den beiden Wörtern „obscene“ (englisch für „obszön“) und „Zen“. Er steht metaphorisch für die Menschheit, die versucht, ihren inneren Frieden durch Blutvergießen und Habgier zu finden.
Das Albumcover zeigt eine männliche Person mit drei Armen im Lotossitz, im Moment des perfekten Zen. Die Person ist blutüberströmt und hält die Augen geschlossen. Während die Dreiarmigkeit ein Symbol für die hinduistische Gottheit Ardhanarishvara darstellt, formen die Hände, die durch Blut besonders hervorgehoben wurden, jeweils eine Sechs. Die daraus resultierende vor allem im Okkultismus wichtige Zahl Sechshundertsechsundsechzig sorgte dafür, dass in den Vereinigten Staaten das Cover zensiert wurde, wodurch das Album nur noch mit einem Schuber, der die Szene einschränkt, verkauft werden darf. Das Cover wurde von Joachim Luetke, der auch das Dimmu-Borgir-Album In Sorte Diaboli kreierte, entworfen. Die untere Hälfte des Bildes wurde mit Hilfe eines weiblichen Models erstellt, da das männliche Model nicht im Stande war, im Lotossitz zu sitzen.

## Titelliste
| Nr. | Titel                          | Länge | Musik           | Text  |
| --- | ------------------------------ | ----- | --------------- | ----- |
| 1   | Combustion                     | 4:09  | Thordendal      | Haake |
| 2   | Electric Red                   | 5:51  | Hagström, Haake | Haake |
| 3   | Bleed                          | 7:23  | Thordendal      | Haake |
| 4   | Lethargica                     | 5:47  | Hagström        | Haake |
| 5   | Obzen                          | 4:24  | Hagström        | Haake |
| 6   | This Spiteful Snake            | 4:52  | Hagström, Haake | Haake |
| 7   | Pineal Gland Optics            | 5:12  | Thordendal      | Haake |
| 8   | Pravus                         | 5:10  | Hagström        | Haake |
| 9   | Dancers to a Discordant System | 9:36  | Thordendal      | Haake |

## Rezeption
Das Album verkaufte sich in den Vereinigten Staaten innerhalb der ersten Woche über 11.400 Mal und im Laufe des ersten halben Jahres wurden etwa 50.000 Exemplare verkauft. In Schweden erreichte obZen Platz 16 der Albumcharts und auch in den Vereinigten Staaten stieg es auf Platz 59 der Billboard-200-Charts ein. Im Vereinigten Königreich erreichte das Album Platz 151 der Charts.
Rock Hard-Schreiber Volkmar Weber beschreibt das Album als „eine erneute Demonstration des musikalisch Machbaren“ und vergibt die Note 9. Oliver Schneider, Journalist des Webzines Powermetal.de bezeichnet das Album als „die vertonte Weltherrschaft“.
Petra Schurer vom deutschen Metal Hammer vergibt die Höchstnote 7 in der Kategorie „Progressive Metal“ und lobt vor allem die Komplexität des Albums und die musikalischen Kompetenzen der Musiker:

„[Meshuggah] besitzen überragende instrumentale Fähigkeiten, spielen und nutzen sie voll aus, schrauben aber immer dann eine Stufe runter, wenn die Gefahr besteht, dass ein Lied ins willenlos Technische abdriftet. Das gelingt nur wenigen.“